# Arizona (rodzaj)
Arizona – rodzaj węży z podrodziny Colubrinae w rodzinie połozowatych (Colubridae).

## Zasięg występowania
Rodzaj obejmuje gatunki występujące w Stanach Zjednoczonych i Meksyku.

## Charakterystyka
Osiągają wielkość 60–90 cm. Węże te żywią się małymi gryzoniami, jaszczurkami, wężami i ptakami.

## Systematyka

### Etymologia
Arizona: być może od łac. areo „być suchym”; zona „pas ziemi” lub nowołac. arizonac „miejsce źródeł” dla Arizony, stanu w południowo-zachodnich Stanach Zjednoczonych.

### Podział systematyczny
Do rodzaju należą następujące gatunki:
- Arizona elegans Kennicott, 1859
- Arizona pacata Klauber, 1946